# Fortaleza de São João
La Fortaleza de São João da Barra do Rio de Janeiro (littéralement en français : Forteresse de Saint Jean du port de Rio de Janeiro), populairement connue sous le nom de Fortaleza de São João ou Forte (de) São João (Fort (de) Saint Jean), est un fort en étoile du XVIe siècle situé dans le quartier d'Urca à Rio de Janeiro. La forteresse a été érigée par le militaire portugais Estácio de Sá pour protéger la baie de Guanabara d'une invasion française.

## Histoire

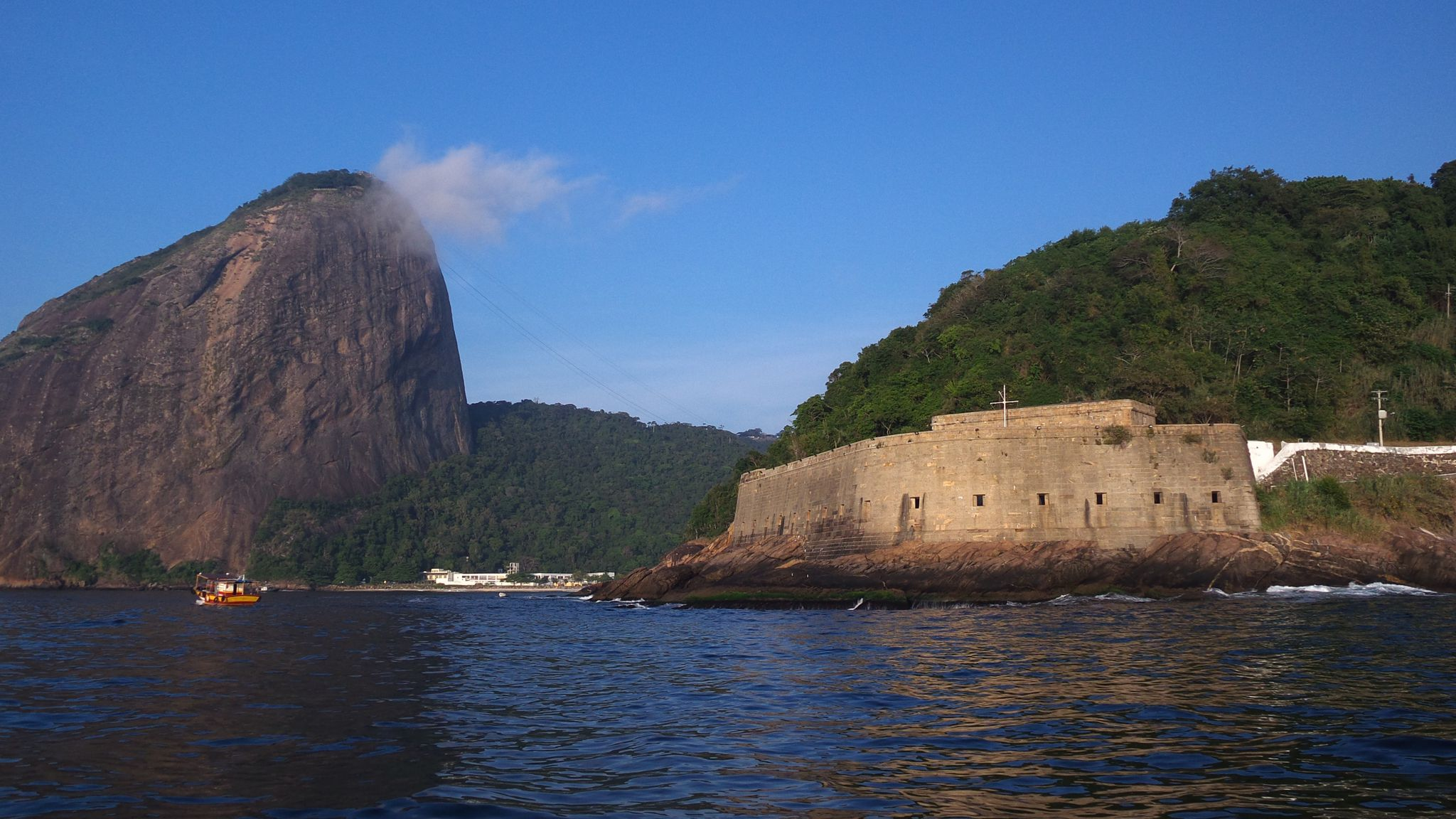
La batterie de São José

Le fort d'origine a été construit en 1565 sous le roi Sébastien du Portugal. Une structure agrandie et améliorée a été mise en service en 1618, composée de quatre batteries (São José, São Martinho, São Teodósio et São Diogo). Ses armements ont été considérablement réduits, et non habités, pendant la période de la Régence du Brésil, mais Dom Pedro II a ordonné que le fort soit entièrement rénové en 1872, et il a été équipé d'un complément de canons, de bunkers et de batteries, dont quinze canons Whitworth. Il a été équipé comme une installation d'artillerie côtière.
En 1930, le Centro Militar de Educação Física de l'armée brésilienne (créé en 1922) est transféré à la Fortaleza de São João. Cet établissement a été rebaptisé Escola de Educação Física do Exército (pt) en 1933 et continue d'être basée à la Fortaleza de São João.

## Source de traduction
- (pt) Cet article est partiellement ou en totalité issu de l’article de Wikipédia en portugais intitulé « Fortaleza de São João » (voir la liste des auteurs).